# Verdy Kawasaki 1997
Questa voce raccoglie le informazioni riguardanti il Verdy Kawasaki nelle competizioni ufficiali della stagione 1997.

## Stagione
Dopo aver perso la finale di Supercoppa del Giappone contro il Kashima Antlers ed essere uscito nella fase a gironi della coppa di Lega, il Verdy Kawasaki disputò un campionato di bassa classifica concludendo entrambe le fasi alle ultime posizioni nonostante l'acquisto, nel corso della stagione, di nomi importanti come Carlos Alberto Dias, Ruy Ramos e Alcindo Sartori (che risulterà capocannoniere stagionale con dieci centri) e l'avvicendamento in panchina tra Hisashi Katō e Valdir Espinosa dopo dodici turni. Subito dopo la conclusione del campionato, in cui si piazzò al quindicesimo posto della classifica complessiva, il Verdy Kawasaki (questa volta affidato alla guida tecnica di Ryōichi Kawakatsu), subì due ulteriori premature eliminazioni sia in Coppa dell'Imperatore, sia nella Coppa delle Coppe.

## Maglie e sponsor
Le maglie, prodotte dalla Mizuno per il campionato e dalla Puma per la coppa nazionale, confermano lo sponsor Malt's e sono dotate di un motivo nero sulle spalle.
| Manica sinistra · Manica sinistra · Maglietta · Maglietta · Manica destra · Manica destra · Pantaloncini · Calzettoni |

## Rosa
| N. |                     | Ruolo | Calciatore          |
| -- | ------------------- | ----- | ------------------- |
| 1  | Giappone (bandiera) | P     | Shinkichi Kikuchi   |
| 2  | Giappone (bandiera) | D     | Kō Ishikawa         |
| 3  | Brasile (bandiera)  | D     | Argélico Fucks      |
| 4  | Giappone (bandiera) | C     | Kentarō Hayashi     |
| 5  | Giappone (bandiera) | C     | Tetsuji Hashiratani |
| 6  | Giappone (bandiera) | D     | Tadashi Nakamura    |
| 7  | Giappone (bandiera) | C     | Masakiyo Maezono    |
| 8  | Giappone (bandiera) | C     | Tsuyoshi Kitazawa   |
| 9  | Giappone (bandiera) | A     | Keisuke Kurihara    |
| 10 | Giappone (bandiera) | C     | Keiji Ishizuka      |
| 10 | Giappone (bandiera) | C     | Ruy Ramos           |
| 11 | Giappone (bandiera) | C     | Kazuyoshi Miura     |
| 12 | Giappone (bandiera) | C     | Hideki Nagai        |
| 13 | Giappone (bandiera) | A     | Shintetsu Gen       |
| 14 | Giappone (bandiera) | D     | Yūji Hironaga       |
| 15 | Giappone (bandiera) | C     | Yasutoshi Miura     |
| 16 | Giappone (bandiera) | D     | Toshimi Kikuchi     |
| 16 | Giappone (bandiera) | P     | Kenji Honnami       |
| 17 | Giappone (bandiera) | D     | Hiroyuki Shirai     |
| 18 | Giappone (bandiera) | D     | Tomo Sugawara       |
| 19 | Giappone (bandiera) | P     | Kiyomitsu Kobari    |
| 20 | Giappone (bandiera) | C     | Shigetoshi Hasebe   |
| 21 | Giappone (bandiera) | A     | Nobuhiro Takeda     |

| N. |                     | Ruolo | Calciatore          |
| -- | ------------------- | ----- | ------------------- |
| 21 | Brasile (bandiera)  | A     | Alcindo Sartori     |
| 22 | Brasile (bandiera)  | A     | Magrão              |
| 23 | Giappone (bandiera) | A     | Yoshinori Abe       |
| 24 | Giappone (bandiera) | A     | Takanori Nunobe     |
| 24 | Brasile (bandiera)  | A     | Carlos Alberto Dias |
| 25 | Giappone (bandiera) | D     | Takuya Yamada       |
| 26 | Giappone (bandiera) | P     | Takaya Oishi        |
| 27 | Giappone (bandiera) | P     | Nobuhiro Maeda      |
| 28 | Giappone (bandiera) | C     | Junichi Watanabe    |
| 29 | Giappone (bandiera) | D     | Megumu Yoshida      |
| 30 | Giappone (bandiera) | A     | Michiyasu Osada     |
| 31 | Giappone (bandiera) | C     | Shingi Ono          |
| 32 | Giappone (bandiera) | A     | Mitsunori Yabuta    |
| 33 | Giappone (bandiera) | C     | Masakazu Senuma     |
| 34 | Giappone (bandiera) | C     | Taro Ichiki         |
| 35 | Giappone (bandiera) | D     | Yukinori Shigeta    |
| 36 | Giappone (bandiera) | A     | Hiroaki Tanaka      |
| 37 | Giappone (bandiera) | A     | Yusuke Aida         |
| 38 | Giappone (bandiera) | C     | Toshiki Kushima     |
| 39 | Giappone (bandiera) | C     | Kenji Kageyama      |
| 40 | Giappone (bandiera) | D     | Kazuya Iio          |
| 42 | Giappone (bandiera) | C     | Nobuyuki Zaizen     |

## Statistiche

### Statistiche di squadra
| Competizione           | Punti | Totale | Totale | Totale | Totale | Totale | Totale | DR  |
| Competizione           | Punti | G      | V      | N      | P      | Gf     | Gs     | DR  |
| ---------------------- | ----- | ------ | ------ | ------ | ------ | ------ | ------ | --- |
| J. League              | 26    | 32     | 10     | 0      | 22     | 38     | 65     | -27 |
| Coppa dell'Imperatore  | -     | 2      | 1      | 0      | 1      | 2      | 2      | 0   |
| Coppa Yamazaki Nabisco | -     | 6      | 2      | 3      | 1      | 9      | 8      | +1  |
| Coppa delle Coppe AFC  | -     | 4      | 1      | 0      | 3      | 5      | 6      | -1  |
| Totale                 | -     | 44     | 14     | 3      | 27     | 54     | 81     | -27 |

### Statistiche dei giocatori
| Giocatore   | J. League | J. League | Coppa dell'Imperatore | Coppa dell'Imperatore | J. League Cup | J. League Cup | Totale   | Totale |
| Giocatore   | Presenze  | Reti      | Presenze              | Reti                  | Presenze      | Reti          | Presenze | Reti   |
| ----------- | --------- | --------- | --------------------- | --------------------- | ------------- | ------------- | -------- | ------ |
| Abe         | 11        | 1         | -                     | -                     | -             | -             | 11       | 1      |
| Alcindo     | 16        | 10        | -                     | -                     | -             | -             | 16       | 10     |
| Argel       | 18        | -         | -                     | -                     | 5             | -             | 23       | -      |
| C. Alberto  | 10        | 3         | -                     | -                     | -             | -             | 10       | 3      |
| Gen         | 8         | 2         | -                     | -                     | -             | -             | 8        | 2      |
| Hasebe      | 7         | -         | -                     | -                     | 6             | 2             | 13       | 2      |
| Hashiratani | 16        | -         | 2                     | -                     | 3             | -             | 21       | -      |
| Hayashi     | 11        | -         | 2                     | -                     | 6             | -             | 19       | -      |
| Hironaga    | 18        | -         | 1                     | -                     | 5             | -             | 24       | -      |
| Honnami     | 11        | -         | -                     | -                     | -             | -             | 11       | -      |
| Ishikawa    | 9         | -         | 2                     | -                     | 5             | 1             | 16       | 1      |
| Ishizuka    | 7         | 1         | -                     | -                     | 5             | 1             | 12       | 2      |
| S. Kikuchi  | 11        | -         | 2                     | -                     | 6             | -             | 19       | -      |
| T. Kikuchi  | 1         | -         | -                     | -                     | 3             | -             | 4        | -      |
| Kitazawa    | 29        | 1         | 2                     | -                     | -             | -             | 31       | 1      |
| Kobari      | 2         | -         | -                     | -                     | -             | -             | 2        | -      |
| Kurihara    | 7         | -         | -                     | -                     | 6             | 1             | 13       | 1      |
| Maezono     | 28        | 5         | 2                     | -                     | -             | -             | 30       | 5      |
| Magrão      | 9         | 6         | 4                     | -                     | -             | -             | 13       | 6      |
| K. Miura    | 14        | 4         | 2                     | 1                     | -             | -             | 16       | 5      |
| Y. Miura    | 21        | -         | 1                     | -                     | 5             | -             | 27       | -      |
| Nagai       | 19        | 2         | 1                     | -                     | 5             | 2             | 25       | 4      |
| Nakamura    | 15        | -         | 2                     | -                     | -             | -             | 17       | -      |
| Oishi       | 9         | 1         | -                     | -                     | -             | -             | 9        | 1      |
| Osada       | 2         | -         | -                     | -                     | -             | -             | 2        | -      |
| Ramos       | 10        | -         | 2                     | -                     | -             | -             | 12       | -      |
| Shigeta     | 3         | -         | -                     | -                     | -             | -             | 3        | -      |
| Shirai      | 17        | -         | 1                     | -                     | 2             | -             | 20       | -      |
| Sugawara    | 20        | -         | 1                     | -                     | 3             | -             | 24       | -      |
| Takeda      | 4         | -         | -                     | -                     | 6             | 1             | 10       | 1      |
| Tsuchiya    | 4         | -         | -                     | -                     | -             | -             | 4        | -      |
| Watanabe    | 12        | 1         | 4                     | 1                     | -             | -             | 16       | 2      |
| Yabuta      | 2         | -         | -                     | -                     | -             | -             | 2        | -      |
| Yamada      | 21        | 1         | -                     | -                     | 3             | -             | 24       | 1      |